# Spencer O'Brien
Spencer O'Brien née le 2 février 1988 à Alert Bay est une snowboardeuse canadienne spécialiste du slopestyle. 

## Carrière
Après avoir débuté s'être concentrée sur les compétitions de half-pipe jusque l'âge de 15 ans, elle a privilégié le slopestyle. Elle obtient alors des premiers résultats, remportant quatre médailles aux Winter X Games de 2008 à 2014.
Depuis que le CIO a décidé d'inclure le slopestyle au programme olympique en 2011, son objectif est la médaille d'or aux JO. En 2013, O'Brien devient championne du monde de slopestyle aux Mondiaux de Stoneham, au Canada.